# Okres Turčianske Teplice
Turčianske Teplice is een district (Slowaaks: Okres) in de Slowaakse regio Žilina. De hoofdstad is Turčianske Teplice. Het district bestaat uit 1 stad (Slowaaks: Mesto) en 25 gemeenten (Slowaaks: Obec).

## Steden
- Turčianske Teplice

## Lijst van gemeenten
| - Abramová - Blažovce - Bodorová - Borcová - Brieštie - Budiš - Čremošné - Dubové - Háj | - Horná Štubňa - Ivančiná - Jasenovo - Jazernica - Kaľamenová - Liešno - Malý Čepčín - Moškovec - Mošovce | - Ondrašová - Rakša - Rudno - Sklené - Slovenské Pravno - Turček - Veľký Čepčín |

Okres Bytča · Okres Čadca · Okres Dolný Kubín · Okres Kysucké Nové Mesto · Okres Liptovský Mikuláš · Okres Martin · Okres Námestovo · Okres Ružomberok · Okres Turčianske Teplice · Okres Tvrdošín · Okres Žilina